# Église Saint-Martin de Fresville
Pour les articles homonymes, voir Église Saint-Martin.
L'église Saint-Martin de Fresville est un édifice catholique, dont l'origine remonte au XIIe siècle, qui se dresse sur le territoire de la commune française de Fresville, dans le département de la Manche, en région Normandie. L'édifice est inscrit au titre des monuments historiques.

## Localisation
L'église est située sur la commune de Fresville, dans le département français de la Manche.

## Historique
L'église telle qu'elle subsiste date des XIIe, XIVe et XVe siècles.
Un procès lié au patronage de l'édifice eut lieu au milieu du XIIIe siècle.

## Description
L'église, construite en pierre calcaire, arbore des volumes et des ornements gothiques et Renaissance, dont une charité Saint-Martin.
Le clocher en bâtière est très marquée.
Près de l'église, subsiste une « chapelle de cimetière », la chapelle Saint-Sulpice (évêque de Bayeux).

## Protection
L'église est inscrite au titre des monuments historiques par arrêté du 13 juin 1994.

## Mobilier
L'église abrite diverses œuvres classées au titre objet aux monuments historiques dont : une Charité saint Martin du XVe siècle, un chasublier du XVIIIe siècle, un maître-autel et retable du XVIIIe siècle. Elle renferme également un bénitier du XVe siècle, une verrière des XIXe et XXe siècles dont l'un des vitraux est dédié à l'évêque Le Nordez qui fut vicaire à Fresville.